# 许家朋

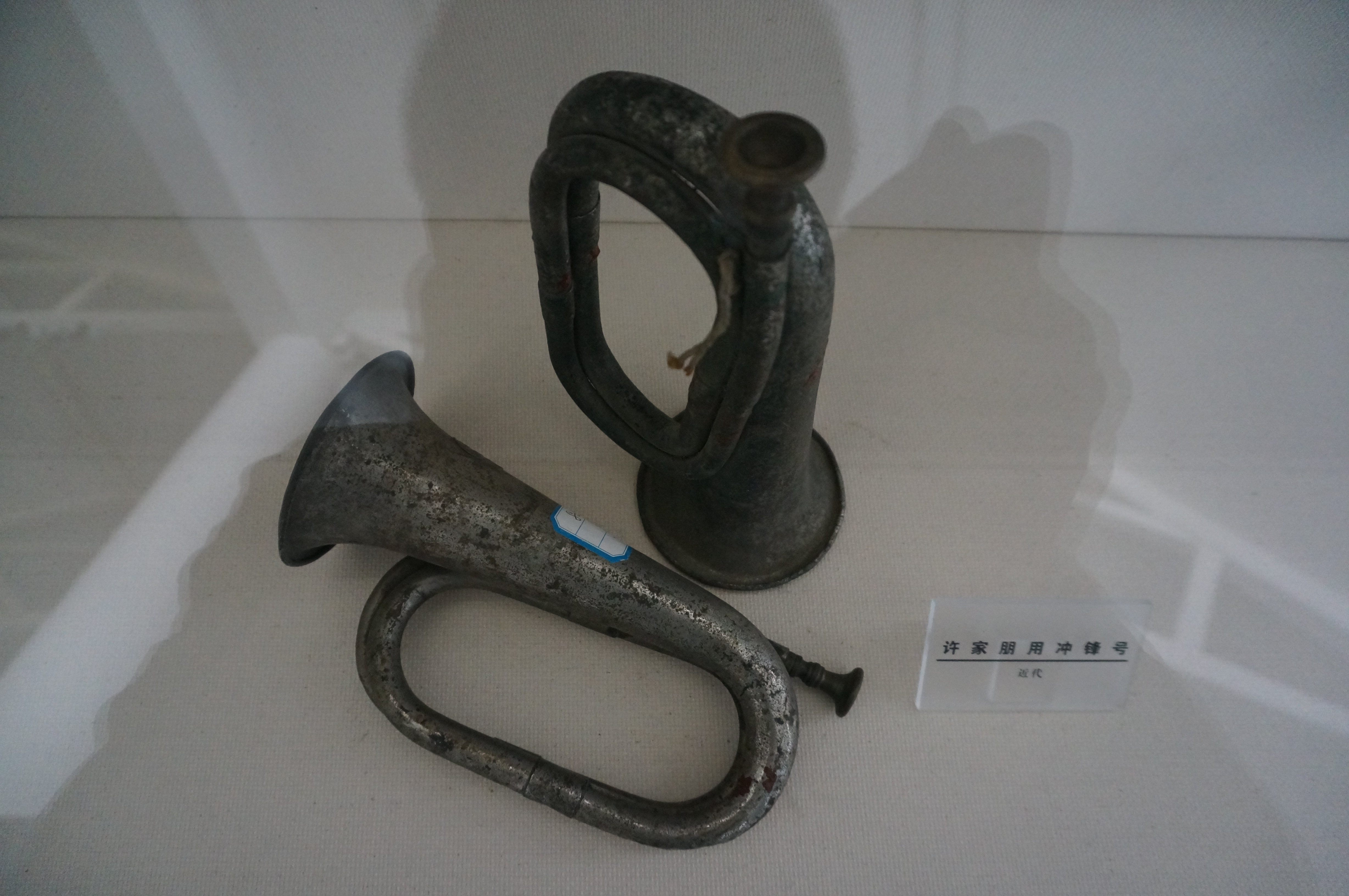
许家朋使用的冲锋号，绩溪博物馆藏

许家朋（1931年9月—1953年7月6日），安徽省绩溪县坎头村人，中国人民志愿军一级英雄。

## 生平
1950年在家乡积极参加土改。1951年5月参加中国人民解放军，在皖南军区某部当战士。1952年7月参加抗美援朝，被编入中国人民志愿军第二十三军第六十七师第二〇〇团九连二班当战士。1953年4月加入中国新民主主义青年团。1953年7月参加金城战役石岘洞北山反击战。战斗前，向连长、连队团支部递交的决心书中写道：“在一旦需要我的情况下，就像黄继光同志那样，为了朝鲜人民和祖国人民而牺牲自己。”对战友说：“我要接受这次战斗的考验，一定像黄继光那样勇敢地消灭敌人！”战斗中任突击排战士。7月6日雨夜，突击排在接近美7师的一座前沿暗堡时，一名爆破手被敌暗堡机枪火力打倒，距离暗堡20 米山坡上的许家朋未等排长下令，便抢上前去从爆破手手中取过炸药包，冒着机枪扫射向暗堡匍匐前进。许家朋距离敌暗堡只有几步之遥时，一发空炸榴弹打了过来，许家朋两腿鲜血直流，仍双手抓地，艰难地爬到了暗堡跟前，放下炸药包，拉开导火索。不料炸药包已被水淋湿，没有爆炸。许家朋向敌军射击孔扑去，双手牢牢抓住敌人机枪架，用肉体堵住了敌人的机枪口。掩护突击排炸毁这座暗堡。许家朋牺牲时年22岁。

## 纪念
1953年10月27日朝鲜民主主义人民共和国最高人民会议常任委员会追授他“朝鲜民主主义人民共和国英雄”称号和一级国旗勋章。1954年2月15日，中国人民志愿军领导机关给他追记特等功，并追授“一级英雄”称号。他生前所在部队党委追认他为中国共产党党员，并授予中国新民主主义青年团“模范团员”称号。地方人民政府其家乡命名为“家朋乡”，立“许家朋烈士纪念碑”以示纪念。